# پاشنه کشتی

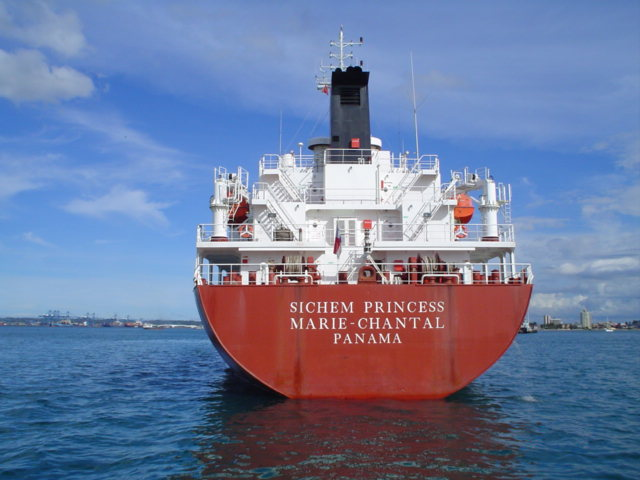
پاشنه صاف کشتی باری Sichem Princess Marie-Chantal

پاشنه کشتی (به انگلیسی: Stern) بخشی از یک کشتی یا قایق است که از نظر فنی به عنوان منطقه ساخته شده بر روی تیرک عقب تعریف می‌شود. این بخش از ریل پیشخوان تا تافریل به سمت بالا امتداد می‌یابد. پاشنه در مقابل سینه کشتی قرار دارد که مهمترین قسمت یک کشتی است. در ابتدا، این اصطلاح فقط به بخش عقبی پهلوی کشتی اشاره داشت اما در نهایت استفاده از این کلمه برای کل پشت یک کشتی رایج شد. انتهای عقب یک کشتی با یک چراغ ناوبری سفید در شب نشان داده می‌شود.